# Maxime de Roquette-Buisson
Jean-François Maximilien de Roquette de Buisson dit Maxime, comte de Roquette-Buisson, baron de Beauville, (2 mai 1799 - 11 septembre 1882, château de Tarabel), est un homme politique français.

## Biographie
Fils d'Anne-Antoine de Roquette-Buisson, il appartient à la magistrature sous la Restauration. Administrateur des hospices de Toulouse, conseiller municipal de Toulouse et conseiller général de la Haute-Garonne, il fut élu, comme candidat légitimiste, le 13 mai 1849, représentant de la Haute-Garonne à l'Assemblée législative. 
Il prit place à droite, et se prononça avec la majorité conservatrice pour l'expédition de Rome, pour la loi Falloux-Parieu sur l'enseignement et pour la loi du 31 mai sur le suffrage universel.
Il ne se rallia pas à la politique particulière de l'Élysée et quitta la vie politique au coup d'État du 2 décembre 1851.

## Sources
- « Maxime de Roquette-Buisson », dans Adolphe Robert et Gaston Cougny, Dictionnaire des parlementaires français, Edgar Bourloton, 1889-1891 [détail de l’édition]